# Туманы (Богородский район)
Туманы — деревня в Богородском районе Кировской области

## География
Находится на расстоянии примерно 15 километров по прямой на юг-юго-восток от районного центра поселка Богородское.

## История
Деревня известна с XVIII века. В 1717 году учтено 9 дворов и 54 жителя, в 1748 году 97 жителей. В 1873 году отмечено дворов 48 и жителей 212, в 1905 34 и 197, в 1926 38 и 168, в 1950 28 и 89 соответственно. В 1989 году учтен 351 житель. В советский период работали колхозы «За коммунизм» и «Тумановский».

## Население
Постоянное население  составляло 250 человек (русские 97%) в 2002 году, 107 в 2010.